# Pontificio Consejo para la Familia
El Pontificio Consejo para la Familia fue un organismo de la Curia romana, establecido por el papa Juan Pablo II el 9 de mayo de 1981 con su motu proprio Familia a Deo Instituta, en sustitución del Comité para la Familia creado por el Papa Pablo VI en 1973. En 2016, por un motu proprio del papa Francisco, el organismo cesó su actividad y sus competencias fueron asumidas por el Dicasterio para los Laicos, la Familia y la Vida.
El Consejo "promueve la atención pastoral de las familias, protege sus derechos y su dignidad en la Iglesia y en la sociedad civil, de modo que puedan ser capaces de cumplir con sus deberes".
El Consejo "trabaja para una comprensión más profunda de la enseñanza de la Iglesia", "anima a los estudios en la espiritualidad del matrimonio y la familia", obra "para garantizar el reconocimiento preciso de las condiciones humanas y sociales de la institución familiar en todo el mundo"; "se esfuerza por garantizar que los derechos de la familia se reconozcan y defiendan incluso en el ámbito social y político". En particular, el Consejo "promueve y coordina los esfuerzos pastorales relacionados con el tema de la moral conyugal, y anima, sostiene y coordina las iniciativas en defensa de la vida humana en todas las etapas de su existencia, desde la concepción hasta la muerte natural".
Entre los documentos importantes emitidos por el Consejo están: Sexualidad Humana: Verdad y Significado (1995), proporciona directrices para la educación en la familia; Preparación al Sacramento del Matrimonio (1996); Vademécum para los confesores sobre algunos temas de moral conyugal (1997) reafirmando el carácter ilícito de los actos anticonceptivos; la Declaración sobre la disminución de la fecundidad en el mundo (1998) y la Carta de los Derechos de la Familia (1983), destinada a ser presentada a los organismos y autoridades interesadas.
El presidente del Consejo fue el obispo Vincenzo Paglia y el secretario es el obispo Jean Laffitte. Además de los obispos asesores, los miembros del Consejo son los laicos, especialmente casados "de todo el mundo". El Consejo cuenta con un Comité Presidencial con 15 cardenales, 12 arzobispos y obispos, 19 parejas casadas, 39 consultores, y una plantilla de 10. Como consultores del consejo figuran laicos, como la teóloga moral Janet E. Smith, Timothy T. O'Donnell, Carl A. Anderson, José Luis Mendoza Pérez, Wanda Półtawska, y Jerry Coniker, cofundador del Apostolado para la Consagración de la Familia y la Familyland católica.
El Consejo publica la revista trimestral Familia et Vita desde 1994. Organiza el Encuentro Mundial de las Familias, celebrado en Roma en 1994, en Río de Janeiro en 1997, Roma de nuevo en el 2000, en Manila en 2003, Valencia, España, en 2006, la Ciudad de México en 2009 y Milán en 2012.
El Consejo tenía su sede en el Palazzo San Calisto, en la Plaza de San Calixto, Roma.
El 6 de junio de 2006, el Consejo publicó un documento titulado "Familia y procreación humana", señalando que "Nunca antes la institución natural del matrimonio y la familia fue víctima de ataques tan violentos".

## Presidentes
Comité para la Familia:
- Maurice Roy (1973-1976)
- Opilio Rossi (1976-1981)

Consejo para la Familia:
- Cardenal James Knox (1981-1983)
- Cardenal Edouard Gagnon (1983-1990)
- Cardenal Alfonso López Trujillo (1990-2008)
- Cardenal Ennio Antonelli (2008-2012)
- Mons. Vincenzo Paglia (2012-2016)